# Daniel Ernest Cyremberg
Daniel Ernest Cyremberg (Zierenberg) herbu własnego – ławnik pucki w latach 1662–1680.
Poseł sejmiku generalnego pruskiego na sejmy 1661, 1662, 1665, 1666 (I), 1667, poseł na sejm nadzwyczajny 1668 roku i sejm abdykacyjny 1668 roku. Poseł na sejm nadzwyczajny 1670 roku z powiatu puckiego.